# Gyrwas

Localisation des peuples mentionnés dans le Tribal Hidage.

Les Gyrwas sont un peuple anglo-saxon installé dans la région marécageuse des Fens, autour de Medeshamstede (l'actuelle Peterborough). Leur nom même semble dériver du vieil anglais gyr « marais ». Ils apparaissent dans le Tribal Hidage en tant que Suþ gyrwa (« Gyrwas du Sud ») et Norþ gyrwa (« Gyrwas du Nord »), chacun sur un territoire de 600 hides.
Ils sont mentionnés à deux reprises par Bède le Vénérable dans son Histoire ecclésiastique du peuple anglais. Celui-ci indique que la princesse est-anglienne Æthelthryth, fondatrice du monastère d'Ely, avait épousé en premières noces Tondberht, prince des Gyrwas du Sud (Australium Gyruiorum), vers 650. Il indique également que Thomas, successeur de Félix de Burgondie à la tête de l'évêché des Angles de l'Est vers la même période, était originaire de « la province des Gyrwas ».